# برف مرده
برف مرده (نروژی: Død snø) یک فیلم کمدی ترسناک به کارگردانی تومی ویرکولا محصول سینمای نروژ که در سال ۲۰۰۹ منتشر شد. و دنباله این فیلم برف مرده ۲ در سال ۲۰۱۴ منتشر شد.

## خلاصه فیلم
گروهی از دانشجویان پزشکی که برای تعطیلات به اسکی رفته‌اند با ترسی وصف‌ناپذیر روبرو شده و در مقابل نازی‌های زامبی قرار می‌گیرند... هانا دوست دختر شخصیت اول فیلم بطور اتفاقی بدست شخصیت اول فیلم می‌میرد و در برف مرده ۲ هانا...